# Ferro di lancia (araldica)
In araldica, il ferro di lancia indica, di norma, la nobiltà acquisita con le armi.
Si dice rintuzzato (francese emousé) il ferro di lancia senza la punta.

Il ferro di lancia
D'azzurro, allo scaglione troncato accompagnato nel capo da tre gigli e in punta da due ferri di lancia decussati, il tutto d'oro (Magnanville, Francia)
Di verde, al ferro di lancia d'argento, in banda; alla bordura d'oro (Ferlens, Svizzera)
Inquartato: nel 1° e 4° d'azzurro, a tre ferri di lancia rovesciati d'argento, che è di Pillot; nel 2° e 3° di rosso, all'aquila d'argento, imbeccata, lampassata, membrata, armata e coronata d'azzurro, che è di Coligny; sul tutto d'oro, all'aquila bicefala di nero, che è del Sacro Romano Impero (Pillot de Coligny)

Raramente si trova anche il cosiddetto ferro di lancia all'antica, figura simile a una corona a tre punte.

Ferro di lancia all'antica
Di rosso, seminato di ferri di lancia all'antica (Saint-Martin-sur-Écaillon, Francia)
D'azzurro, a tre ferri di lancia all'antica d'oro (La Rochette, Francia)

## Posizione araldica ordinaria
Il ferro di lancia è rappresentato con la punta rivolta in alto.